# Mamadou Doumbia (football, 2006)
Pour les articles homonymes, voir Doumbia.
Mamadou Doumbia, né le 18 février 2006, est un footballeur international malien qui évolue au poste d'avant-centre au Watford FC.

## Biographie

### Carrière en club
Mamadou Doumbia est formé par l'AS Black Stars à Bamako, club dont l'équipe première évolue en championnat du Mali,,.
En février 2024, il signe un contrat avec le Watford FC en Angleterre, prévoyant d'intégrer le club de deuxième division en juillet 2024,,,.
Alors qu'il vient d'être inscrit dans l'effectif professionnel, il joue son premier match avec l'équipe première du club le 13 août 2024, remplaçant Rajovic lors d'une victoire 5-0 en EFL Cup contre le MK Dons,.

### Carrière en sélection
Doumbia est international avec l'équipe du Mali des moins de 17 ans, avec laquelle il est l'auteur de performance remarquées en Coupe d'Afrique 2023,. Il marque lors de tous les matchs — à l'exception de la défaite en demi-finale perdue contre le Maroc — terminant 2e meilleur buteur d'une compétition dont il figure dans l'équipe type,.
Il est ensuite part à la Coupe du monde 2023, qu'il ouvre par un triplé contre l'Ouzbékistan,,, (qui éliminera par la suite l'Angleterre de Nwaneri, Ndala et Lewis-Skelly), il est suspendu pendant trois matchs après un carton rouge contre l'Espagne,. Il ne revient que pour la demi-finale perdue contre la France, où il entre en jeu, avant de s'illustrer avec une nouvelle réalisation lors d'une victoire 3-0 pour la 3e place, contre l'Argentine d'Agustín Ruberto et Claudio Echeverri,.
En mars 2024, Doumbia est convoqué pour la première fois avec l'équipe senior du Mali,,. Il honore sa première sélection le 26 mars 2024, entrant en jeu lors d'une victoire 2-0 contre le Nigeria d'Ademola Lookman en match amical,.